# 한국프로축구연맹
한국프로축구연맹(韓國프로蹴球聯盟, Korea Professional Football League, 약칭 K League)은 대한민국 프로축구 K리그의 수준 향상과 저변확대, 국제교류 등 축구를 통해 국민의 건전한 여가 선용 도모 및 스포츠 활성화에 기여할 목적으로 조직된 단체이다. 사무실은 서울특별시 종로구 신문로2가 1-131에 있다.

## 역사
- 1983년 5월 : 대한민국 프로축구 수퍼리그 출범시 프로축구 리그운영은 대한축구협회 내의
구단주회의(구단주5명, 협회회장단 2명), 수퍼리그위원회(구단장 및 KBS 실무대표 1명·협회운영위원 4명), 실무자회의(감독 5명, 협회 2명)에서 협의 결정[2]

- 1983년 12월 : 프로축구단들이 축구협회 내부 단체가 아닌 프로축구만을 관장하는 별도의 프로축구위원회 창설 추진[3]

- 1984년 1월 : 축구협회와 별도의 조직이 아닌 대한축구협회 내부 프로축구관리위원회 출범[4][5], 기존의 수퍼리그 위원회를 둔 채, 단순한 친목단체로 인정[6]

- 1987년 3월 : 축구협회와 별도의 조직인 한국프로축구위원회 출범[7][8]

- 1989년 1월 : 축구협회의 한국프로축구위원회 흡수 통합 추진[9][10]

- 1989년 3월 : 축구협회와 한국프로축구위원회 흡수 통합 합의[11]

- 1989년 3월 ~ 1994년 7월 : 축구협회의 일개 분과위원회로서 구단장들의 모임에 불과했던 프로축구위원회와 프로구단 사무국장들의 부정기적인 회의 등으로 운영[12]

- 1994년 7월 30일 : 축구협회와 별도의 조직으로 한국프로축구연맹이라는 명칭으로 재독립[13][14]

- 2010년 1월 13일 : 법원 등기를 완료하고 대한민국 문화체육관광부 소관의 사단법인으로 전환 완료[15]

## 조직도
- 한국프로축구연맹 공식 홈페이지 조직도 참고

## 역대 총재
- 초대 ~ 4대 : 정몽준 전 국회의원, 현대중공업그룹 회장 (1994년 ~ 1998년 8월)
- 5대 ~ 6대 : 유상부 전 포스코 회장 (1998년 8월 ~ 2004년)
- 7대 ~ 8대 : 곽정환 통일그룹 회장 (2005년 ~ 2010년)
- 9대 : 정몽규 현대산업개발 회장 (2011년 ~ 2012년)
- 10대 ~ 13대 현재 : 권오갑 HD현대오일뱅크, HD현대중공업 부회장 (2013년 ~ 현재)

## 주요 사업
- 프로축구 1부리그 - K리그 클래식, 2부리그 - K리그 챌린지 대회 주최 및 운영에 관련된 사업
- 프로축구 저변 확대 및 홍보와 관련한 사업
- 선수, 지도자, 심판 등 인적자원 개발
- 프로축구와 관련한 제반 행정과 지원업무
- 프로축구에 관한 국제적인 교류와 그와 관련된 사업 등

## 같이 보기
- K리그